# Демократска странка Српске
Демократска странка Српске (ДСС) била је ванпарламентарна странка у Републици Српској.
Регистрована је 5. фебруара 2004. године код Основног суда у Бањој Луци, а оснивачка скупштина је одржана почетком марта исте године. Оснивачи странке били су тадашњи народни посланици у Народној скупштини Републике Српске — Предраг Ковачевић (посланик СНСД-а из Бање Луке) и Јездимир Казановић (посланик СДС-а из Шековића). Први предсједник странке био је Милан Вукоман. Сједиште партије се налазило се у Бањој Луци, а посљедњи предсједник ДСС-а је био др Предраг Ковачевић. Организациону структуру странке је чинио Главни одбор и четири општинска одбора.
Године 2010. Демократска странка Српске је ушла у Српску напредну странку.